# Без заглавия
«Без загла́вия» (в старом написании «Безъ заглавія») — российский политический журнал, в начале 1906 года еженедельно выходивший в Санкт-Петербурге. Журнал был основан семьёй российских общественных деятелей Екатериной Кусковой и Сергеем Прокоповичем.

## История основания журнала
С. Н. Прокопович и Е. Д. Кускова вели активную политическую жизнь, придерживались левых взглядов и боролись против российского самодержавия. В последние годы XIX века Прокопович и Кускова состояли в Союзe русских социал-демократов за границей, поддерживая контакты с Г. В. Плехановым и В. И. Лениным. В 1899 году они покинули союз, руководствуясь, в первую очередь, не столько политическими, сколько моральными соображениями. Они по-прежнему придерживались левых взглядов, однако посчитали дальнейшее сотрудничество с российскими социал-демократами невозможным.
|  | … с этой-то вышки культуры, на кот[орой] мы себя мнили, нам обоим революционная среда была глубоко противна. Ложь, провокация, цель оправдывает средства, и — оазисы (только оазисы) настоящего геройства. Мы ведь лично и глубоко, и хорошо знали многих революционеров. Очень хорошо знали Плеханова, Чернова и прочих столпов двух основных русских направлений. Прочтите переписку Плеханова… И Вы поймёте, почему мы выскочили оттуда как ошпаренные. — Из письма Е. Д. Кусковой В. Л. Бурцеву, 1936 год. |

В первые годы XX века Прокопович и Кускова приняли участие в создании новой политической организации, «Союза освобождения», однако в конце 1905 года вследствие острого политического кризиса в России внутри союза возникли непримиримые противоречия, и он распался. Правое крыло союза приняло решение поддержать инициативу Николая II, выраженную в его октябрьском манифесте, и образовали партию кадетов, которая вошла в Государственную думу I созыва. Хотя Прокопович и Кускова были избраны в центральный комитет партии кадетов, они отказались принять участие в его работе, считая взгляды партии слишком правыми. С другой стороны, раздробленность и радикализм левого движения не позволили им примкнуть ни к одной из существующих левых партий. Тогда вместе с группой единомышленников Прокопович и Кускова попытались создать новое не до конца оформленное политическое движение, собирая его вокруг нового политического журнала «Без заглавия». Движение получило неофициальное название «беззаглавцы».

## Выход журнала

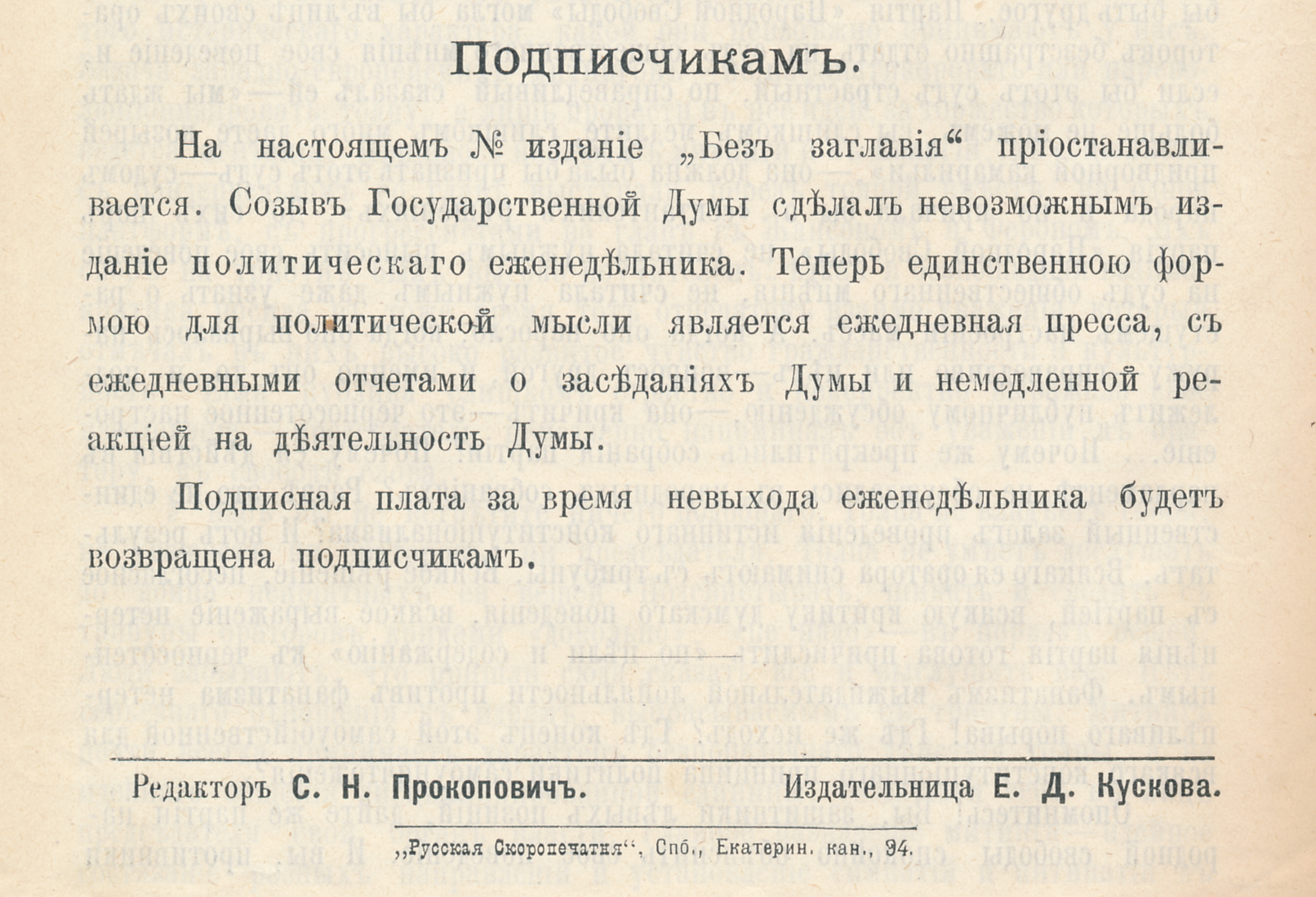
Сообщение подписчикам еженедельника "Без заглавия" о приостановке издания в выпуске № 16, 14 мая 1906 года.

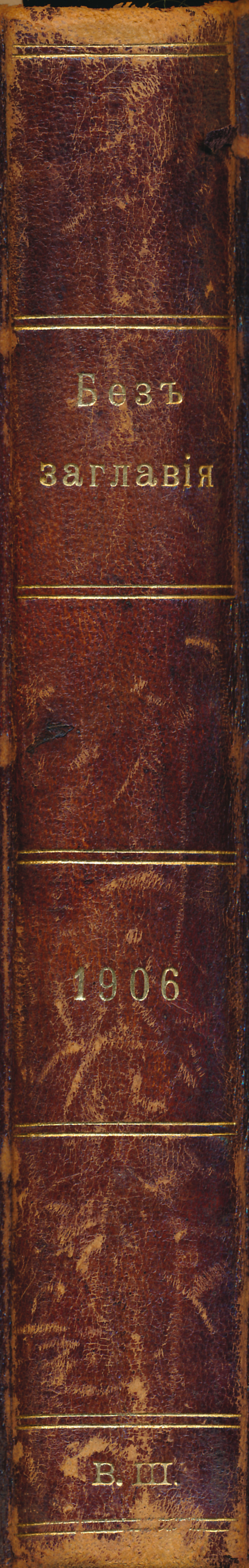
Единый переплет всех 16 выпусков еженедельника "Без заглавия", 1906 год.

Е. Д. Кускова выступила в качестве издателя журнала, а её муж С. Н. Прокопович — в качестве главного редактора. В редакцию журнала также вошли известные общественно-политические деятели России В. Я. Яковлев-Богучарский, В. В. Хижняков, В. В. Водовозов, В. В. Португалов, А. С. Изгоев, В. С. Голубев, Л. Я. Гуревич и другие. Первый номер журнала, который вышел в январе 1906 года, открывался статьёй, посвящённой анализу революционных событий 1905 года.
Позиция журнала, которую редакторы определяли как «западно-европейский критический социализм» (бернштейнианство), неоднократно критиковалась В. И. Лениным, который называл организаторов журнала «кадетствующими меньшевиками» или «меньшевиствующими кадетами».
В мае 1906 года после выпуска 16 номеров выход журнала был прекращён в рамках усиления реакции по инициативе П. А. Столыпина. Редактор и издатель в 16-м выпуске журнала официально сообщили о том, что созыв Государственной Думы сделал невозможным издание политического еженедельника. В дальнейшем все 16 выпусков еженедельника вышли в свет в едином переплете. Кускова и Прокопович продолжили свою общественно-политическую деятельность в левокадетской газете «Товарищ».